# MR.CHILDREN TOUR POPSAURUS 2012
『MR.CHILDREN TOUR POPSAURUS 2012』（ミスター・チルドレン・ツアー・ポップザウルス にせんじゅうに）は、日本のバンド・Mr.Childrenの18作目の映像作品。2012年12月19日にトイズファクトリーよりBlu-ray DiscとDVDで発売された。

## リリース・音楽性
Blu-ray DiscとDVDの2形態で発売。DVDは2枚組。三方背ボックス仕様となっており、100ページのフォトブックが封入されている。
Mr.Childrenのメジャー・デビュー20周年を記念して開催されたドームツアー『MR.CHILDREN TOUR POPSAURUS 2012』のうち、メジャー・デビュー20周年記念日でもある2012年5月10日に行なわれた京セラドーム大阪公演の模様を収録している。監督は袴田晃司 (OORONG-SHA) が務めた。また、特典映像としてメンバーへのインタビューや全国各会場で行なわれたライブ映像を収録。
Mr.Childrenの映像作品としては、『Mr.Children STADIUM TOUR 2011 SENSE -in the field-』以来約8か月ぶりとなるリリース。
本作のアートディレクターは榮良太が担当。
2013年にMr.Childrenの公式YouTubeチャンネルが開設されたことに伴い、本作に収録されている「youthful days」「overture ～ 蘇生」の映像がアップロードされた。また、メジャー・デビュー25周年記念日となる2017年5月10日には「365日」「Sign」の映像が公開された。

## チャート成績
初週でDVD約6.2万枚、Blu-ray Disc約4.8万枚を売り上げ、2012年12月31日付のオリコン週間DVDランキングおよび週間Blu-rayランキングでそれぞれ初登場1位と2位を獲得。Mr.Childrenとしては『Mr.Children "HOME" TOUR 2007 -in the field-』より7作連続、通算9作目の週間DVDランキング1位となった。

## 出演
- Mr.Children
  - 桜井和寿：Vocal & Guitar
  - 田原健一：Guitar
  - 中川敬輔：Bass
  - 鈴木英哉：Drums
- 小林武史：Keyboards

## 収録内容
1. OPENING
2. エソラ
3. 箒星
4. youthful days
5. LOVE
  - ライブでは『Mr.Children CONCERT TOUR POPSAURUS 2001』以来約11年ぶりの演奏。
  - イントロでMCが行なわれた。
6. GIFT
7. Everything (It's you)
8. ＜MC＞
  - 内容が一部カットされている。
9. デルモ
  - ライブでは『SECRET LIVE '97』以来約15年ぶりの演奏。
10. End of the day
11. 終わりなき旅
  - 曲前にMCが行なわれた。
12. Dance Dance Dance
13. ニシエヒガシエ
14. フェイク
15. ＜SE＞
16. 365日
17. しるし
18. ＜MC＞
  - メンバーがセンターステージへ移動。
  - 内容が一部カットされている。
19. くるみ
  - キーを半音下げて演奏された。
  - センターステージでの演奏。
20. Sign
  - センターステージでの演奏。
21. ＜MC＞
  - メンバー紹介が行なわれた。内容が一部カットされている。
22. 1999年、夏、沖縄
  - センターステージでの演奏。
  - DVDではここまでがDISC 1となっている。
23. ロックンロールは生きている
  - イントロでメンバーがメインステージへ移動。
24. Round About 〜孤独の肖像〜
  - ライブでは『Mr.Children CONCERT TOUR POPSAURUS 2001』以来約11年ぶりの演奏。
25. Worlds end
26. fanfare
  - キーを半音下げて演奏された。
27. innocent world
28. ＜ENCORE＞
  - 桜井和寿が「常套句」の一部を弾き語りで披露した。
  - MCが一部カットされている。
29. ラララ
  - キーを全音下げて演奏された。桜井による弾き語り。
  - センターステージでの演奏。
30. 彩り
31. 光の射す方へ
32. overture ～ 蘇生
33. 祈り 〜涙の軌道
  - 曲前にMCが行なわれた。
34. END ROLL
  - BGMは「End of the day」。

### BONUS
Talk about 20th ANNIVERSARY & Selected Live from POPSAURUS 2012
1. GIFT（2012.4.29 / 福岡Yahoo! JAPANドーム）
2. 終わりなき旅（2012.4.22 / 埼玉 西武ドーム）
3. innocent world（2012.5.25 / 東京ドーム）
4. 東京（2012.5.23 / 東京ドーム）
  - キーを全音下げて演奏された。桜井による弾き語り。
  - 曲前にMCが行なわれた。
5. Simple（2012.6.6 / ナゴヤドーム）
  - キーを全音下げて演奏された。桜井による弾き語り。
  - 曲前にMCが行なわれた。